# Kim Allan
Kim Allan (1966) è un'ultramaratoneta neozelandese.
Ha partecipato al Campionato del mondo di 24 ore di corsa IAU (International Association of Ultrarunners) a Steenbergen, Paesi Bassi, l'11 e 12 maggio 2013 percorrendo la distanza di 203,919 km, arrivando al 39º posto assoluto tra le donne e prima delle neozelandesi.
Nel dicembre 2013, all'età di 47 anni, Allan ha corso per 86 ore, 11 minuti e 9 secondi senza dormire, secondo l'organizzatore dell'impresa, Mark Stone. Con questa corsa ha battuto il precedente record mondiale femminile di corsa senza dormire (che era di 486 km) raggiungendo i 500 km. Ha corso per beneficenza a favore dell'associazione New Zealand Spinal Trust.